# Zenvo ST1
Zenvo ST1 – supersamochód produkowany przez duńską firmę Zenvo. 

## Opis
Zenvo ST1 jest dostępny jako 2-drzwiowe coupé. Do jego napędu użyto silnika V8 znanego z Corvette Z06 o pojemności siedmiu litrów wspomaganego przez turbosprężarkę oraz sprężarkę mechaniczną. Moc przenoszona jest na oś tylną poprzez 6-biegową ręczną skrzynię biegów.
Prototyp został ukończony w grudniu 2008, testy przed wdrożeniem do produkcji rozpoczęto w roku 2009. Planowany poziom produkcji to 15 egzemplarzy.

## Dane techniczne
Silnik 7,0 l (7011 cm³), 2 zawory na cylinder, OHV 90°, turbodoładowanie plus sprężarka mechaniczna
- V8 7.0 l
- Średnica × skok tłoka: 104,80 mm × 101,60 mm
- Stopień sprężania: b/d
- Moc maksymalna: 1102 KM (810,2 kW) przy 6900 obr./min
- Maksymalny moment obrotowy: 1430 N•m przy 4500 obr./min

### Osiągi
- Przyspieszenie 0-100 km/h: 3,0 s
- Prędkość maksymalna: 375 km/h